# Hypena subvittalis
Hypena subvittalis är en fjärilsart som beskrevs av Walker 1866. Hypena subvittalis ingår i släktet Hypena och familjen nattflyn. Inga underarter finns listade i Catalogue of Life.